# 源氏物語巻名目録
| 源氏物語五十四帖 |        |    |        |
| 各帖のあらすじ   |        |    |        |
| 帖               | 名     | 帖 | 名     |
| 1                | 桐壺   | 28 | 野分   |
| 2                | 帚木   | 29 | 行幸   |
| 3                | 空蝉   | 30 | 藤袴   |
| 4                | 夕顔   | 31 | 真木柱 |
| 5                | 若紫   | 32 | 梅枝   |
| 6                | 末摘花 | 33 | 藤裏葉 |
| 7                | 紅葉賀 | 34 | 若菜   |
| 8                | 花宴   | 35 | 柏木   |
| 9                | 葵     | 36 | 横笛   |
| 10               | 賢木   | 37 | 鈴虫   |
| 11               | 花散里 | 38 | 夕霧   |
| 12               | 須磨   | 39 | 御法   |
| 13               | 明石   | 40 | 幻     |
| 14               | 澪標   | 41 | 雲隠   |
| 15               | 蓬生   | 42 | 匂宮   |
| 16               | 関屋   | 43 | 紅梅   |
| 17               | 絵合   | 44 | 竹河   |
| 18               | 松風   | 45 | 橋姫   |
| 19               | 薄雲   | 46 | 椎本   |
| 20               | 朝顔   | 47 | 総角   |
| 21               | 少女   | 48 | 早蕨   |
| 22               | 玉鬘   | 49 | 宿木   |
| 23               | 初音   | 50 | 東屋   |
| 24               | 胡蝶   | 51 | 浮舟   |
| 25               | 蛍     | 52 | 蜻蛉   |
| 26               | 常夏   | 53 | 手習   |
| 27               | 篝火   | 54 | 夢浮橋 |

源氏物語巻名目録（げんじものがたりかんめいもくろく）は、『源氏物語』の巻名をその巻序に従って並べた文書である。

## 概要
独立した文書として、あるいは何らかの文書の一部分として源氏物語の巻名をその巻序に従って並べたものが古くから存在しており、これを「源氏物語巻名目録」と呼んでいる。「源氏物語目録」や「源氏目録」、あるいは単に「目録」とのみ呼ばれることもある。巻序に番号を振ってある形式と番号を振らない形式とがある。単に巻名のみを並べただけの基本的なものから「並び」など特殊なつながり方についての注記を加えたもの、巻名の由来、異名、年立、巻名歌、さらには巻々の簡単な梗概などを書き加えたものまでさまざまなものが存在する。独立した文書として存在することもあるほかに、源氏物語の写本の冒頭や末尾にあったり、注釈書、梗概書、源氏物語古系図、源氏物語巻名歌、故実書などさまざまな書物に含まれる文書としても存在する。通常は桐壺から始まり夢浮橋に終わる全ての巻名を列挙してある場合のほか、「巣守」や「桜人」などといった特に通常とは異なる部分の巻名についてのみ記述してある文書も巻名目録に含まれることもある。この巻名目録を調べることによって、その巻名目録が拠って立つ源氏物語の巻の並べ方（巻序）を知ることが出来るが、古い時代の巻名目録にはしばしば現在知られているものと異なる巻序が記されているものが存在しており、その巻名目録が著された当時の源氏物語の巻名や巻序を知ることが出来る。またさらにはそこから源氏物語の成立事情に迫ることが出来るとする見方もあり、源氏物語の成立や享受史の研究においての重要な研究対象の一つになっている。

## 源氏物語巻名目録の発生
このような源氏物語巻名目録がいつどのようにして発生したのかは明らかでない。この点で注目されるのは部分的に残存する鎌倉時代の源氏物語の注釈書「光源氏物語本事」において伝えられる更級日記の逸文の中に、同日記の作者である菅原孝標女が1020年ころに『源氏物語』を初めて読んだ際、「ひかる源氏の物がたり五十四帖に譜ぐして」と、「『譜』と呼ばれる何らかの書き物を手元に置いて源氏物語を読んだ。」とする記述がある。光源氏物語本事の著者である了悟なる人物は、当時の有識者に対してこの「譜」が何であるのかについて尋ね回っており、人々の回答を記録しており、「系図であろう」「注釈書であろう」などとするいくつか回答がある中で、「堀川相公雨林具氏（堀川具氏＝源具氏）」は「目六」（巻名目録）であろうとしており、もしこの「譜」が源氏物語の巻名目録であるとするならば、源氏物語巻名目録は源氏物語が成立してからあまり遅れることなく生まれていることになる。

## 研究上重要な巻名目録の例
現在のものと異なる内容を持つ古い時代の源氏物語の巻序を反映していると見られるため研究上重要な巻名目録とされるものとして以下のようなものがある。

### 故実書の巻名目録
鎌倉時代から室町時代にかけて、「故実書」と呼ばれるジャンルの書物が数多く作られた。これは「当時の百科事典」などと説明されることもあるが、その中に書かれている内容の多くは物や事柄を特に何の説明も加えずに何らかの正しいとされる順番に沿って列挙しただけのものである。この中に源氏物語の巻名目録を含むものが数多くあり、それによって当時の人々にとっての源氏物語の巻序を確認することが出来る。

#### 白造紙の巻名目録
現在内容を確認することの出来る成立時期の最も古い源氏物語の巻名目録は、故実書の一つ『簾中抄』の異本とされ、正治年間（1199年～1201年）ころに成立したと見られる「白造紙」に含まれているものである。この巻名目録は現在とほぼ同じ源氏物語の巻名の存在を確認出来る最も成立時期の早い史料でもある。本書の現物そのものは高野山に伝来していた物を東京帝国大学文学部国文学研究室において調査中に関東大震災によって焼失したが、その前に撮影された写真によって現在でも内容を調べることが出来る。この巻名目録は、以下のような内容になっている。
この目録は以下のような特徴を持っている。
- 「若菜」は上下で1帖に数えている。
- 「雲隠」を1帖と数えている。
- 並びの巻は現行のものと同じような名前があげられているものの、巻数は本巻と一緒に数えられている。
- 「鈴虫」が二重に含まれていて逆に「夕霧」が存在しない。
- 「空蝉」・「夕顔」と「帚木」、「竹河」と「紅梅」など幾つかの巻序が現在の順序とは逆になっている。
- 「橋姫」を現在では異名とされる「優婆塞」と呼んでいる。
- 宇治十帖の巻々については「ウチノミヤノ」として改めて1から巻数を数えており、夢浮橋のあと「コレハナキモアリ」と記している。
- 宇治十帖の後に「コレカホカニノチノ人ノツクリソヘタルモノトモ」と記している。
- 最後に「サク（ラ）ヒト　サムシロ　スモリ」といった現存しないが古系図や古注釈にしばしば見える巻名を記している。

#### 拾芥抄の巻名目録
故実書『拾芥抄』（前田尊経閣文庫本）に収められた「源氏物語目録部第卅」では通常の巻序と異なるものとして、
- 「末摘花」を「紅葉賀」の並びとしている
- 「玉鬘」の並びの巻の最後で、「槇柱」に続いて「桜人イ」と記している。
- 「卅二　東屋」に小文字で「狭席イ」」と付記されている。

といった記述を持っている。なお、上記の「イ」とはおそらく異文ないし異名を意味すると考えられている。

### 源氏物語古系図の巻名目録

#### 為氏本源氏古系図の巻名目録
為氏本源氏物語系図は、二条為氏筆と伝えられる成立時期の古い代表的な源氏物語古系図の一つである。本古系図はその末尾に巻名目録を持っているが、その目録の最も特徴的な点は、目録末尾に「桐壺から夢浮橋まで五十五帖」と通常の54帖より1帖多い55帖という帖数を記していることである。この目録では通常「宿木」と記されているところに「かほとりやとりき」と記されており、「貌鳥」と「宿木」を別の巻として数え上げているために全体の巻数が通常より1帖多い55帖になっていると考えられる。

### 源氏物語巻名歌の巻名目録

#### 源氏六十三首之歌
本歌集は現存する唯一の写本に含まれている歌の数は62であるが、さまざまな理由から本歌集が前提としている源氏物語の巻数は表題通り63帖からなると考えられている。本歌集での巻序は以下のような特色を持っている。
- 紅梅が竹河の後になっている。
- 夢浮橋以降にサムシロ、巣守、八橋、さしくし、花見、嵯峨野、山路の露といった巻名が記されている。特に現在では一般的には源氏物語の補作とされており源氏物語の含めては考えられていない「山路の露」を源氏物語の巻名の一つに挙げている。